# Felipe I de Saboya
Felipe I (1207 en Aiguabelle - 15 de agosto de 1285) Conde de Saboya desde 1268 hasta 1285. Antes de esto, fue obispo de Valence (1241-1267), decano de Vienne (1241-1267) y arzobispo de Lyon (1245-1267).

## Biografía
Fue el octavo hijo de Tomás I de Saboya y su esposa Margarita de Ginebra. Su familia le preparó para llevar a cabo una carrera clerical como le correspondía por su rango dentro del número de hermanos. Recibió sus primeras dignidades importantes en el año 1239. Fue nombrado Primericio de la Iglesia de Nuestra Señora de la Asunción (Metz) y lo continuó siendo hasta el año 1262. En 1240 accedió al puesto de rector en la Catedral de San Donaciano de Brujas. En 1240 fue candidato para ser obispo de Lausana, pero finalmente no lo consiguió. Ese mismo fallece uno de sus hermanos otorgándole varios beneficios y se convierte en obispo de Valence y decano de Vienne. En 1244, el papa Inocencio IV huyó de Roma, y Felipe convenció a su hermano, Amadeo IV de Saboya, para dejar al Papa pasar a través de Saboya. Felipe escoltó al Papa a Lyon y permaneció con él para garantizar su seguridad. El papa Inocencio aseguró la elección de Felipe como arzobispo de Lyon entre el 13 y el 28 de julio de 1245. Sin embargo, Felipe se negó a pronunciar sus votos para preservar la posibilidad de obtener algún día el condado de Saboya.
Cuando, contra las expectativas, Felipe llegó a ser el heredero del Condado de Saboya, abandonó sus oficios religiosos y se casó con Adelaida, Condesa Palatina de Borgoña, el 12 de junio de 1267. Felipe fue Conde de Saboya en 1268, y en 1272 también adquirió el Condado de Bresse. Mientras que era al principio partidario de aumentar el poder de Saboya, en 1282 se opuso por una coalición del rey Rodolfo I de Habsburgo, Carlos I de Sicilia (quien era también Conde de Provenza), el delfín, y los condes de Ginebra. Felipe designó a su sobrino, Amadeo V de Saboya, como su sucesor, muriendo sin hijos en 1285.